# Contea di Taylor (Virginia Occidentale)
La contea di Taylor (in inglese Taylor County) è una contea dello Stato della Virginia Occidentale, negli Stati Uniti. La popolazione al censimento del 2000 era di 16 089 abitanti. Il capoluogo di contea è Grafton.